# Kótaj
Kótaj è un comune dell'Ungheria di 4 570 abitanti (dati 2001). È situato nella contea di Szabolcs-Szatmár-Bereg.

## Amministrazione

### Gemellaggi
- Flumeri,  Italia